# Stille Hilfe
Die Stille Hilfe für Kriegsgefangene und Internierte (hrv. Tiha pomoć za ratne zarobljenike i internirane), kratica Stille Hilfe, njemačka je humanitarna organizacija poznata po zalaganju i pomoći za uhićene, osuđene i odbjegle pripadnike SS-a nakon Drugog svjetskog rata.
Počela je djelovati u tajnosti 1946. godine. Službeno je osnovana 1951. godine.
Poznata je po pomoći u bijegu Adolfa Eichmanna (1950.), Johanna von Leersa (1950.), Waltera Rauffa (1949.) kao i Josefa Mengelea (1949.) u Južnu Ameriku.